# Boxa als Jocs Olímpics d'estiu de 1904
Als Jocs Olímpics de 1904 es disputaren set proves de boxa, amb la participació de només estatunidencs. Els participants de pesos inferiors també eren permesos a participar en pesos superiors. Així, diversos boxejadors obtingueren dues medalles, sent Oliver Kirk l'únic boxejador que ha guanyat dos ors en unes mateixes olimpíades. Un total de 18 boxejadors estatunidencs participaren en els Jocs.

## Resum de medalles
| Prova                                           | Or              | Argent             | Bronze            |
| Pes mosca (47.6 kg / 105 lb) detalls            | George Finnegan | Miles Burke        | No s'entrega      |
| Pes gall (52.2 kg / 115 lb) detalls             | Oliver Kirk     | George Finnegan    | No s'entrega      |
| Pes ploma (56.7 kg / 125 lb) detalls            | Oliver Kirk     | Frank Haller       | Frederick Gilmore |
| Pes lleuger (61.2 kg / 135 lb) detalls          | Harry Spanjer   | Russell van Horn 1 | Peter Sturholdt   |
| Pes welter (65.8 kg / 145 lb) detalls           | Albert Young    | Harry Spanjer      | Joseph Lydon 1    |
| Pes mig (71.7 kg / 158 lb) detalls              | Charles Mayer   | Benjamin Spradley  | No s'entrega      |
| Pes pesant (sobre 71.7 kg/sobre 158 lb) detalls | Samuel Berger   | Charles Mayer      | William Michaels  |

¹ Jack Egan, inicialment vencedor de la medalla de plata en el pes lleuger i de bronze en el pes wèlter fou desqualificat pels jutges el novembre de 1905 en descobrir-se que el seu nom real era Frank Joseph Floyd. Les normes de l'AAU deien que això era il·legal.

## Medaller

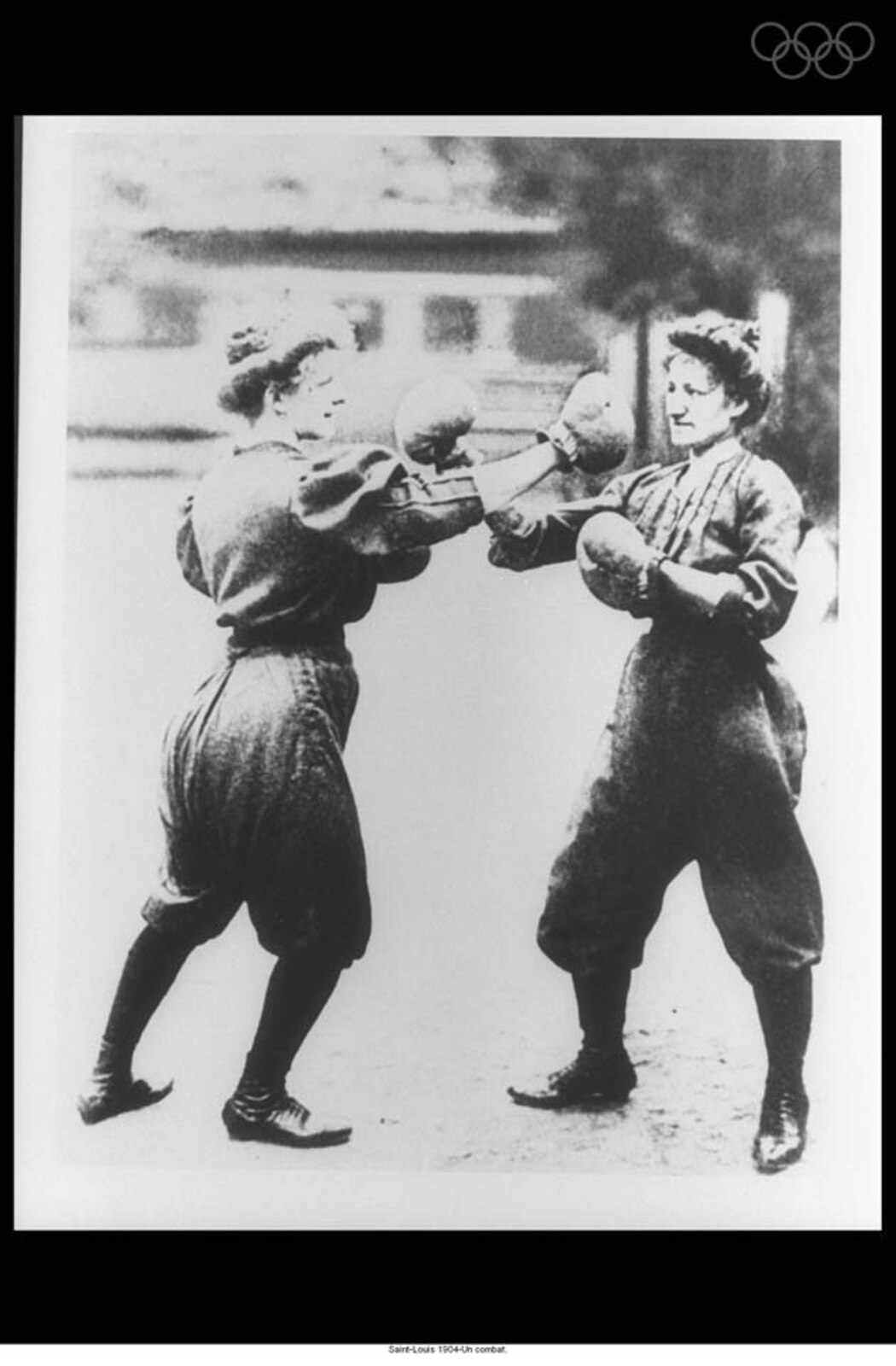
Dues dones boxejant dins dels Jocs Olímpics de St. Louis 1904.

| Posició | País         | Or | Argent | Bronze | Total |
| 1       | Estats Units | 7  | 7      | 4      | 18    |